# Koločava
Koločava, také Kaločava (ukrajinsky Колочава, maďarsky Alsókalocsa, německy Kolotschawa; zastarale Nižná Koločava) je obec na západní Ukrajině, správní středisko Koločavské venkovské komunity (ukrajinsky Колочавська сільська громада). Leží v okrese Chust Zakarpatské oblasti na jižní hranici Siněvirského národního parku. Obcí protéká řeka Terebla.

## Části obce
| Koločava |
| Horb     |
| Merešor  |

## Koločavská venkovská komunita
Kromě Koločavy jsou součástí Koločavské venkovské komunity tato sídla:
| Transkripce do latinky | Ukrajinský název | Česky/slovensky                          | Maďarsky             |
| ---------------------- | ---------------- | ---------------------------------------- | -------------------- |
| Horb                   | Горб             | Hrb, Horb                                | Horb                 |
| Kosiv Verch            | Косів Верх       | Kosuv Vrch                               | Koszóver             |
| Merešor                | Мерешор          | Merešor                                  | Rókarét, Mercsor     |
| Nehrovec               | Негровець        | Negrovec, Vyžná Koločava, Kaločava Vyžní | Felsőkalocsa, Negróc |

V roce 2025 měla tato komunita (hromada) 9 405 obyvatel.

## Historie
Koločava byla do roku 1919  součástí Uherska. V letech 1919–1938 patřila do Podkarpatské Rusi, která byla součástí  Československa. V letech 1939–1945 byla anektována Maďarskem. Od roku 1946 bylo místo součástí Ukrajinské sovětské socialistické republiky a od roku 1991 je součástí Ukrajiny. V současnosti zde žije okolo 5000 obyvatel.

## Muzea
Koločava má 10 muzeí a 20 památníků:
1. muzeum Kostel Ducha svatého
2. Historické a Etnografické muzeum Ivana Olbrachta
3. skanzen vesnické architektury Старе Село
4. muzeum Sovětská škola
5. muzeum Česká škola
6. muzeum Koločavské úzkorozchodné železnice
7. muzeum Bunkr Štajera
8. muzeum Památník vojákům internacionalistům
9. muzeum Arpádova linie
10. muzeum vorařství (již řadu let zpustlé)

## Zajímavosti
Koločava proslula jako rodiště obávaného loupežníka Nikoly Šuhaje, hrdiny literárního díla Ivana Olbrachta – Nikola Šuhaj loupežník. Ve vesnici je škola s muzeem a bustou Ivana Olbrachta. U dřevěného kostela sv. Ducha, ležícího v Horbu u silnice směrem k jezeru Siněvir, se nachází hroby tří českých četníků, kteří zemřeli během služby v Koločavě. Jednoho z nich zabil Nikola Šuhaj, V tomto kostele bylo do nedávné doby umístěno Muzeum ateismu, založené v časech existence Sovětského svazu. Na hřbitově blíže na náměstí se nachází hroby Nikoly a jeho ženy Eržiky. Za hřbitovem je muzeum československé školy a také nový skanzen. 

## Galerie

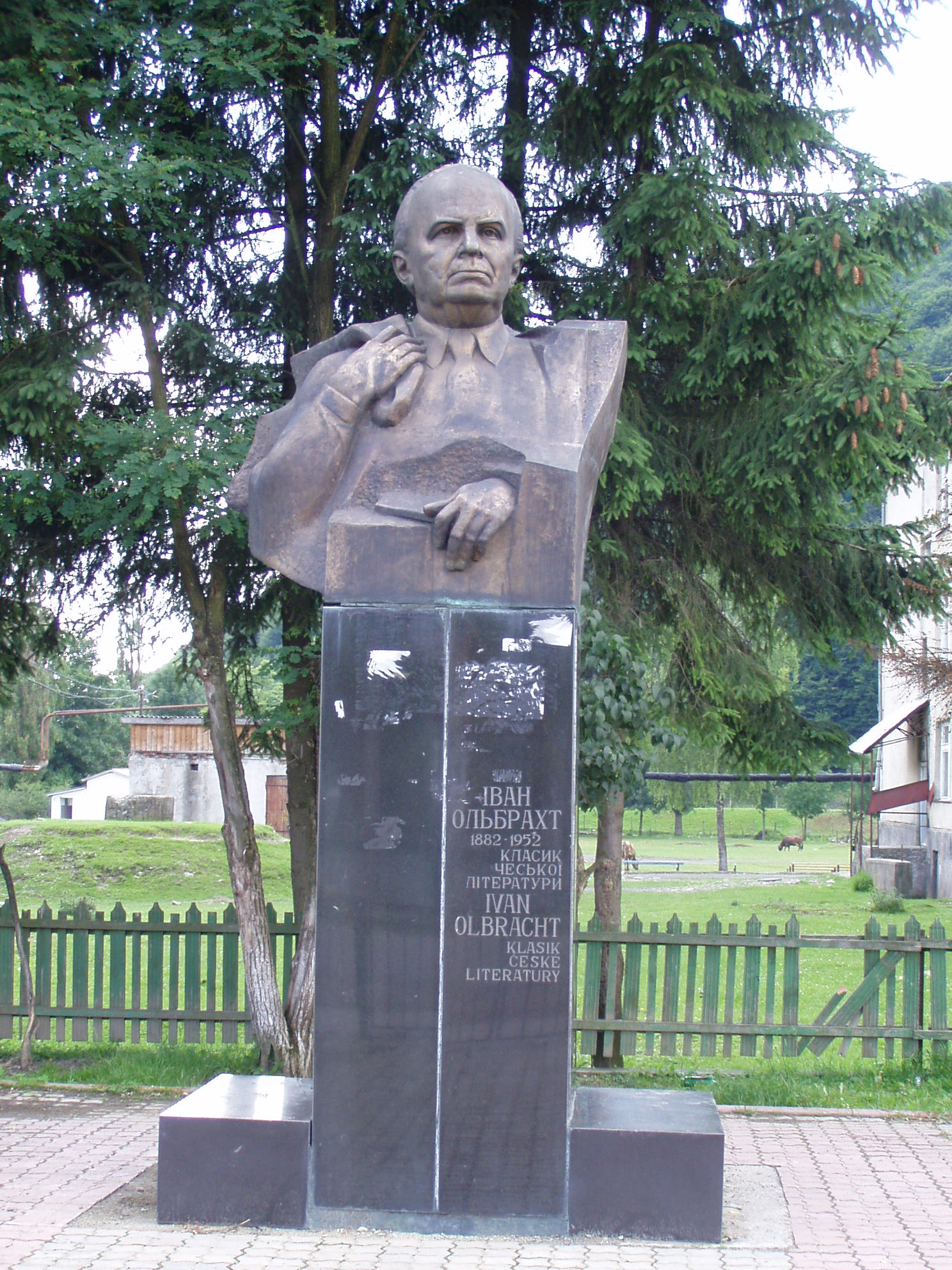
Busta Ivana Olbrachta (vedle nové školy)
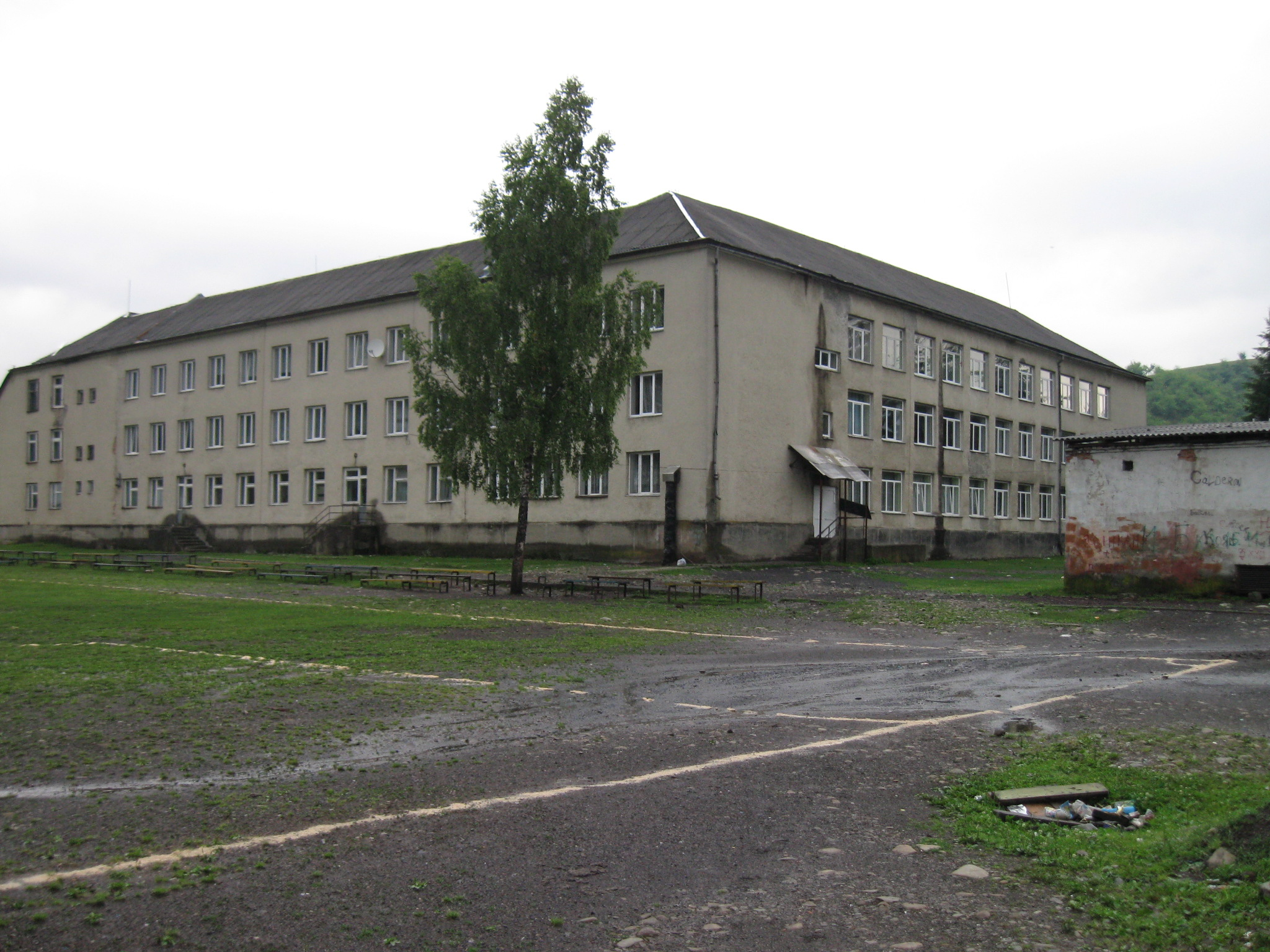
Nová škola v Koločavě
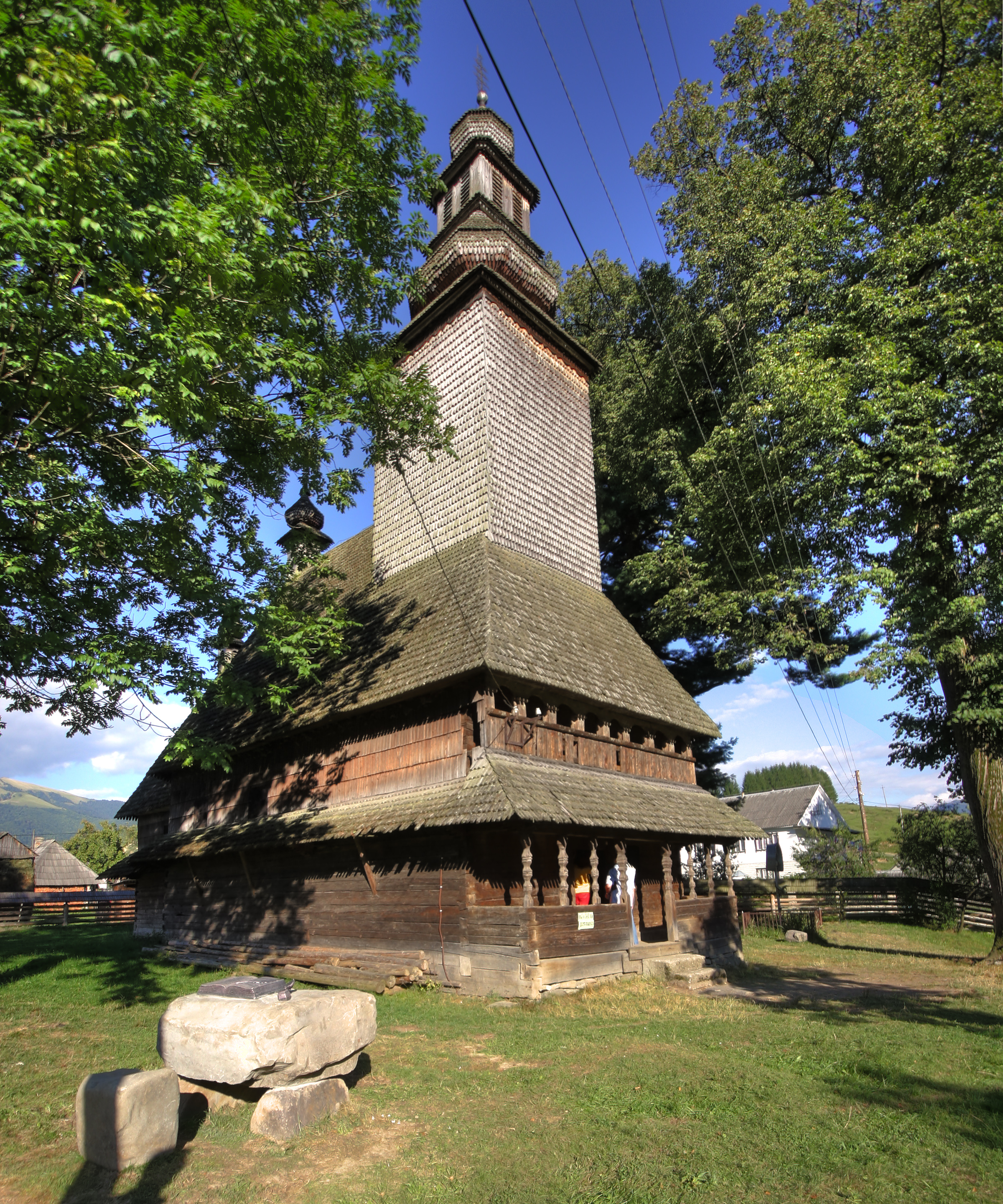
Řeckokatolický kostel sv. Ducha v Koločavě
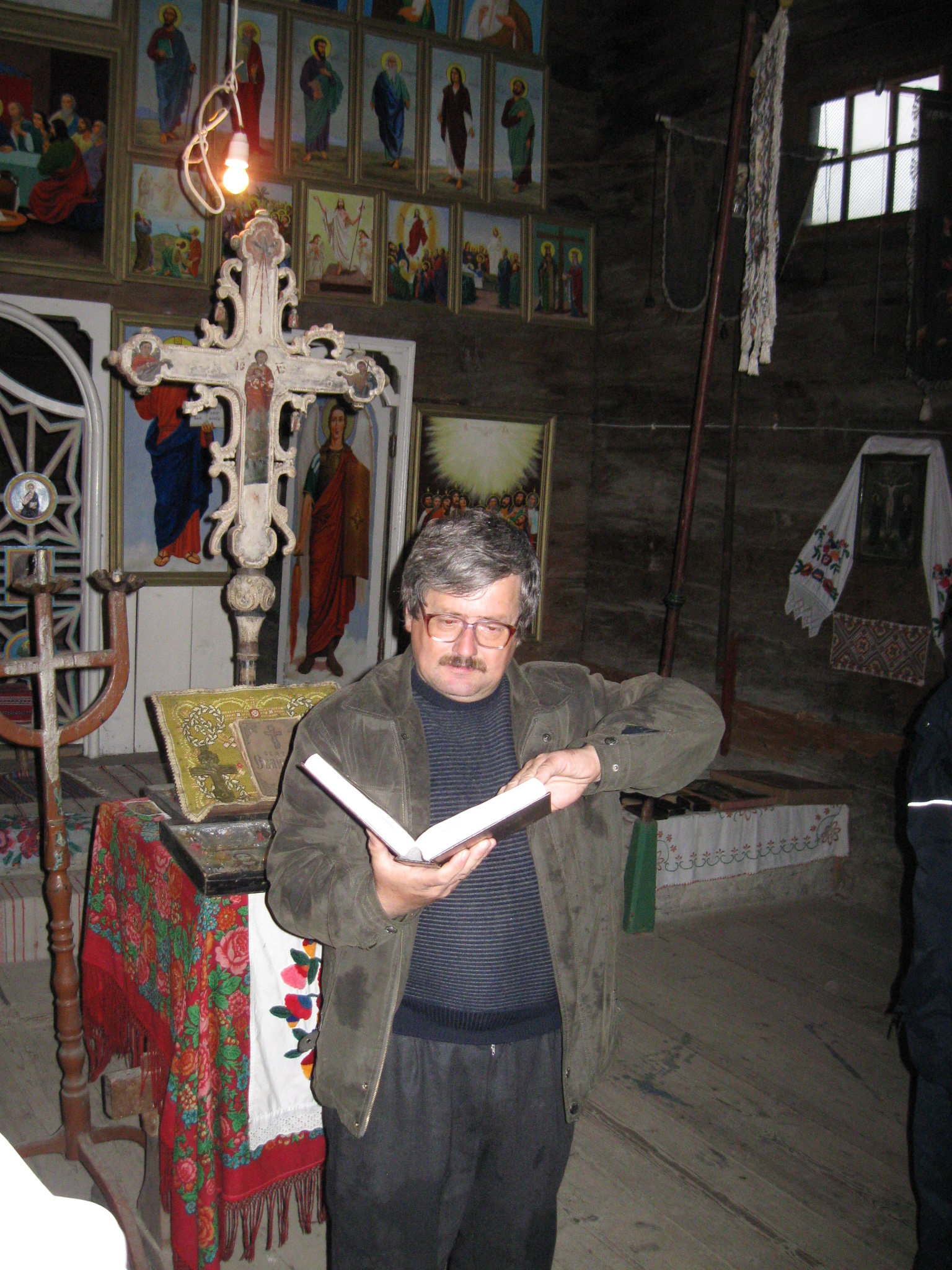
Interiér řeckokatolického kostela sv. Ducha v Koločavě
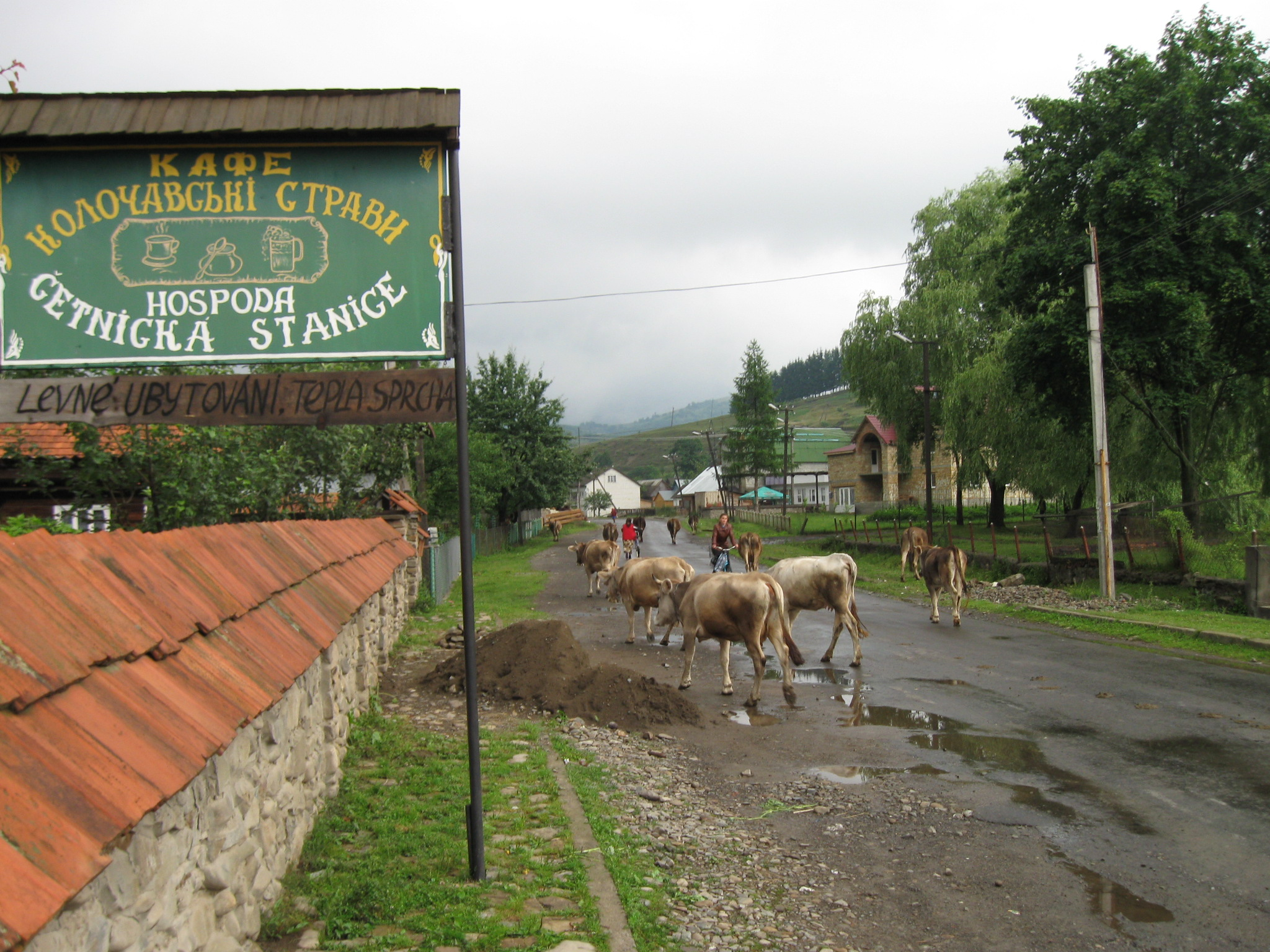
Hlavní ulice před restaurací Četnická stanice v Koločavě
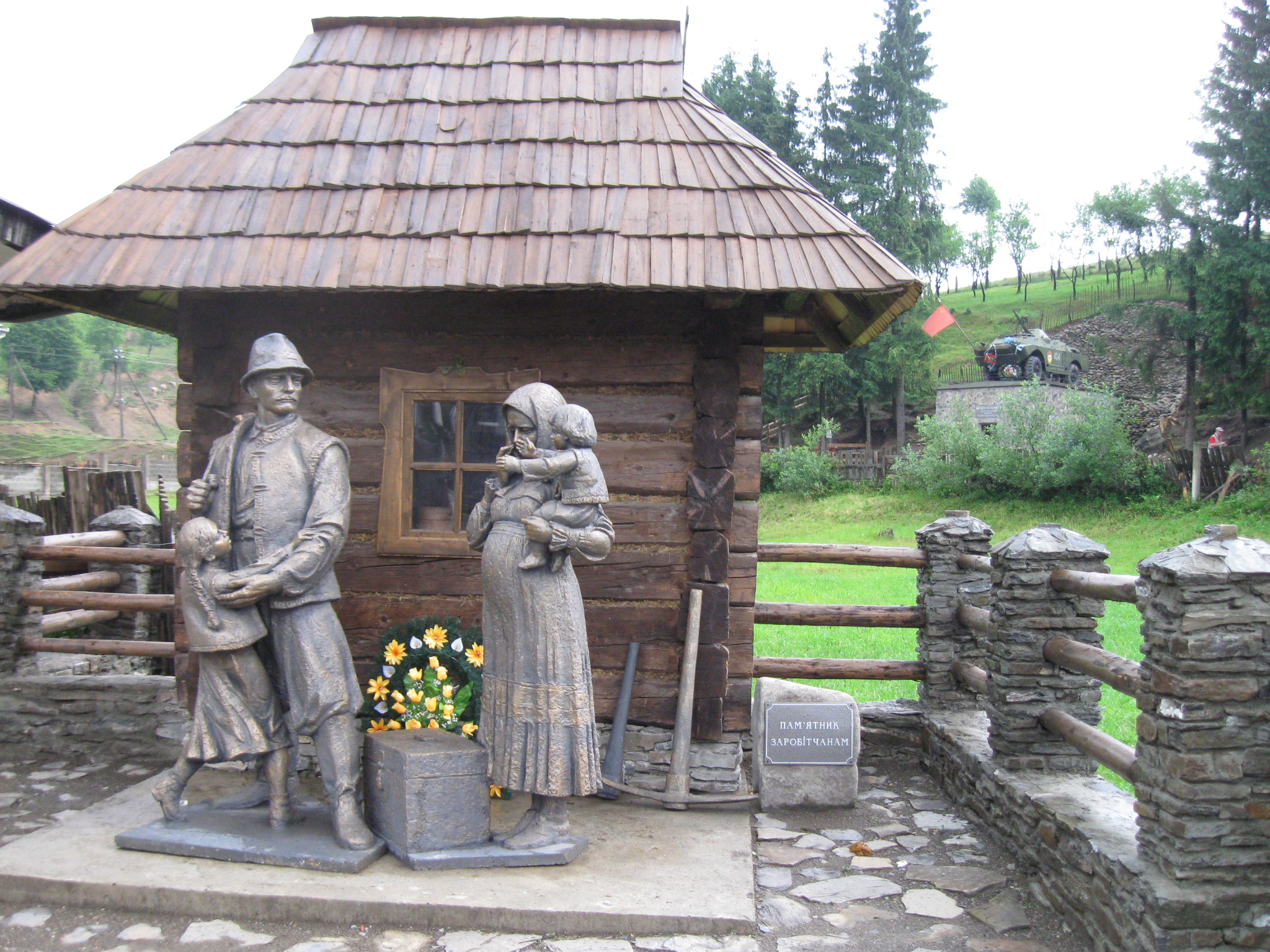
Pomník na počest pracovních migrantů u autobusové zastávky uprostřed Koločavy. Sochař: Petro Štajer, mecenáš: Stanislav Arževitin, 2011
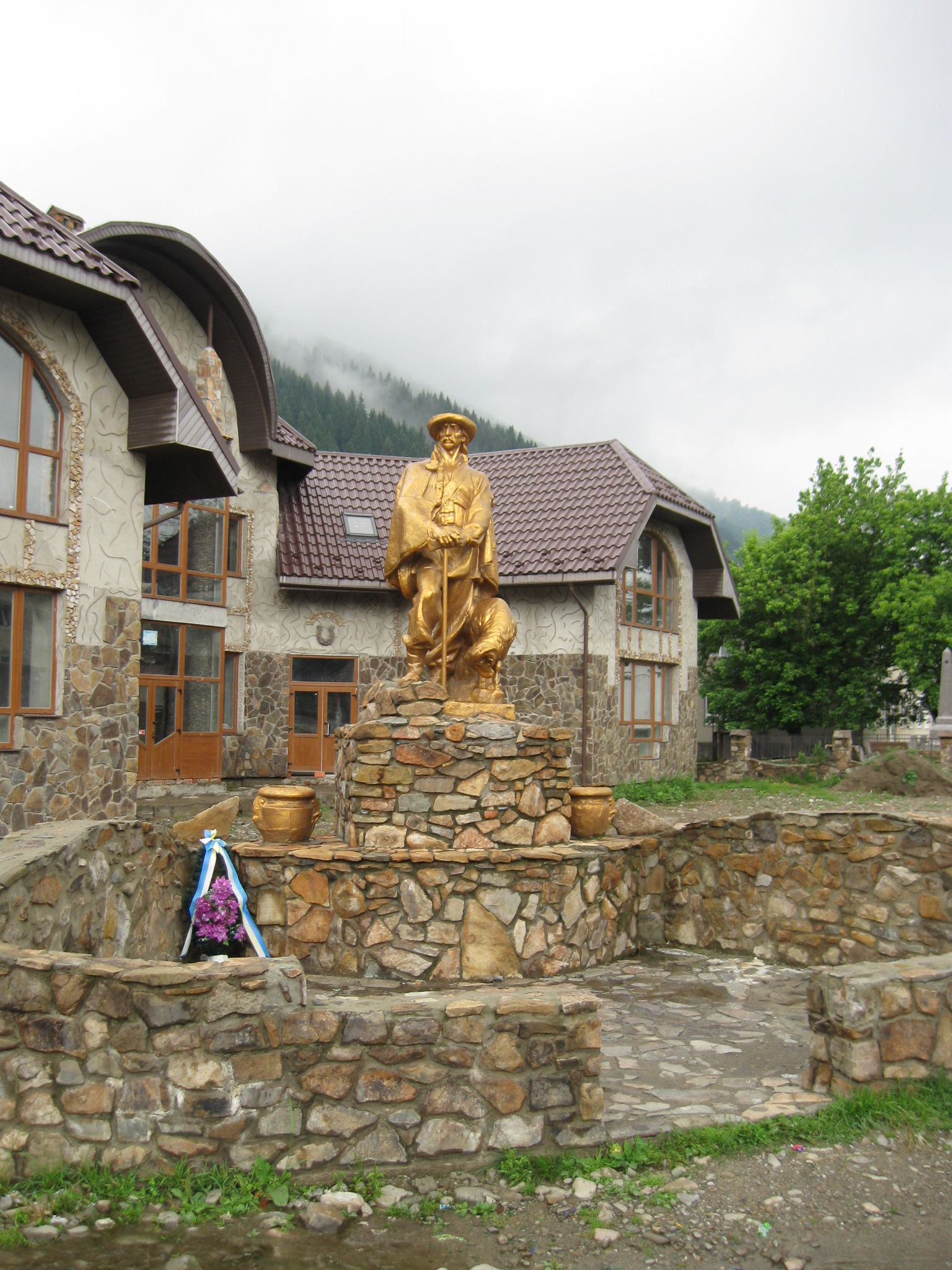
Pomník na počest bačovi (ovčákovi), otevřený v padesátých letech XX století, v roce 2009 obnovený a pozlacený.
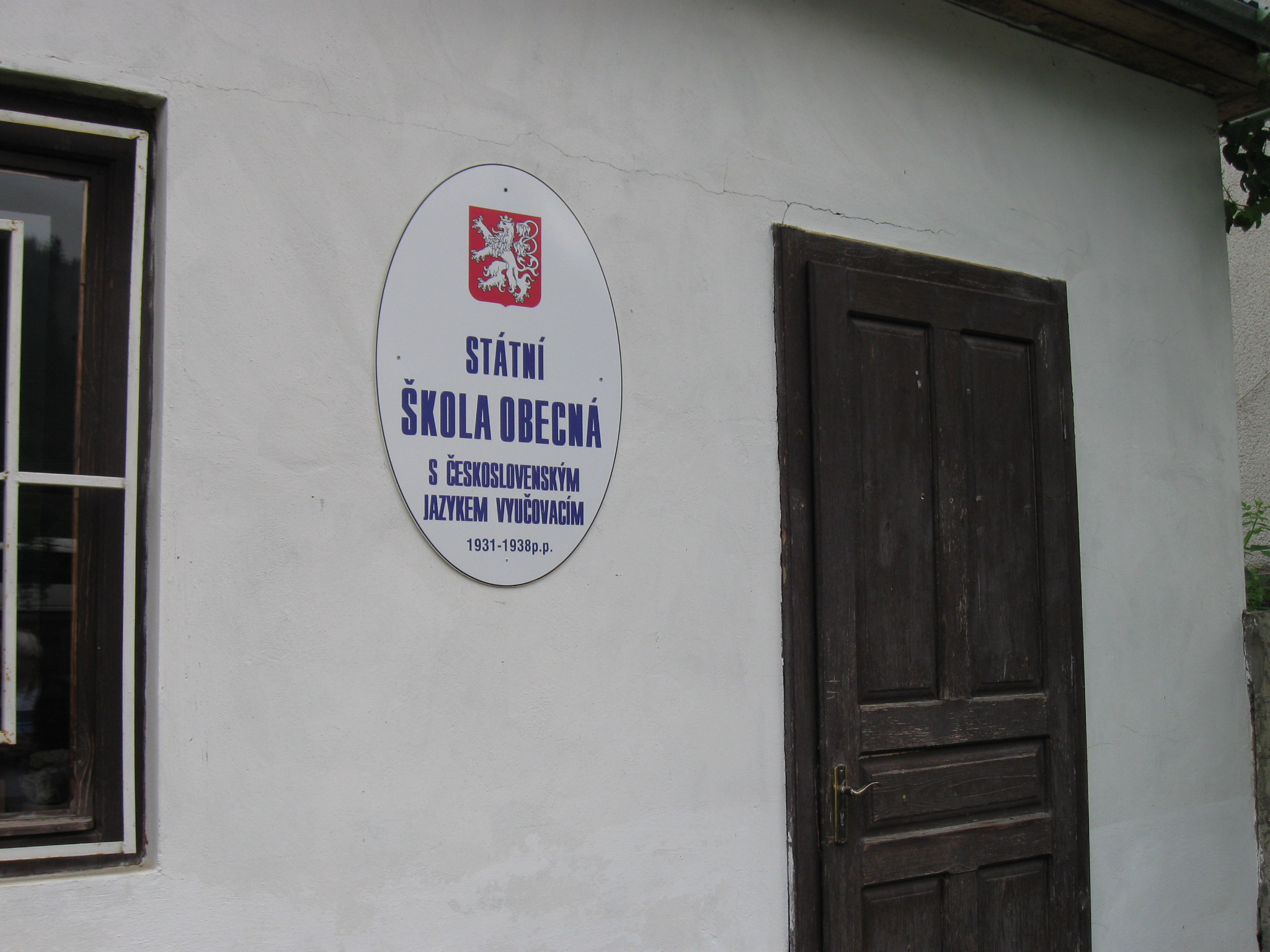
Muzeum a Stará škola v Koločavě
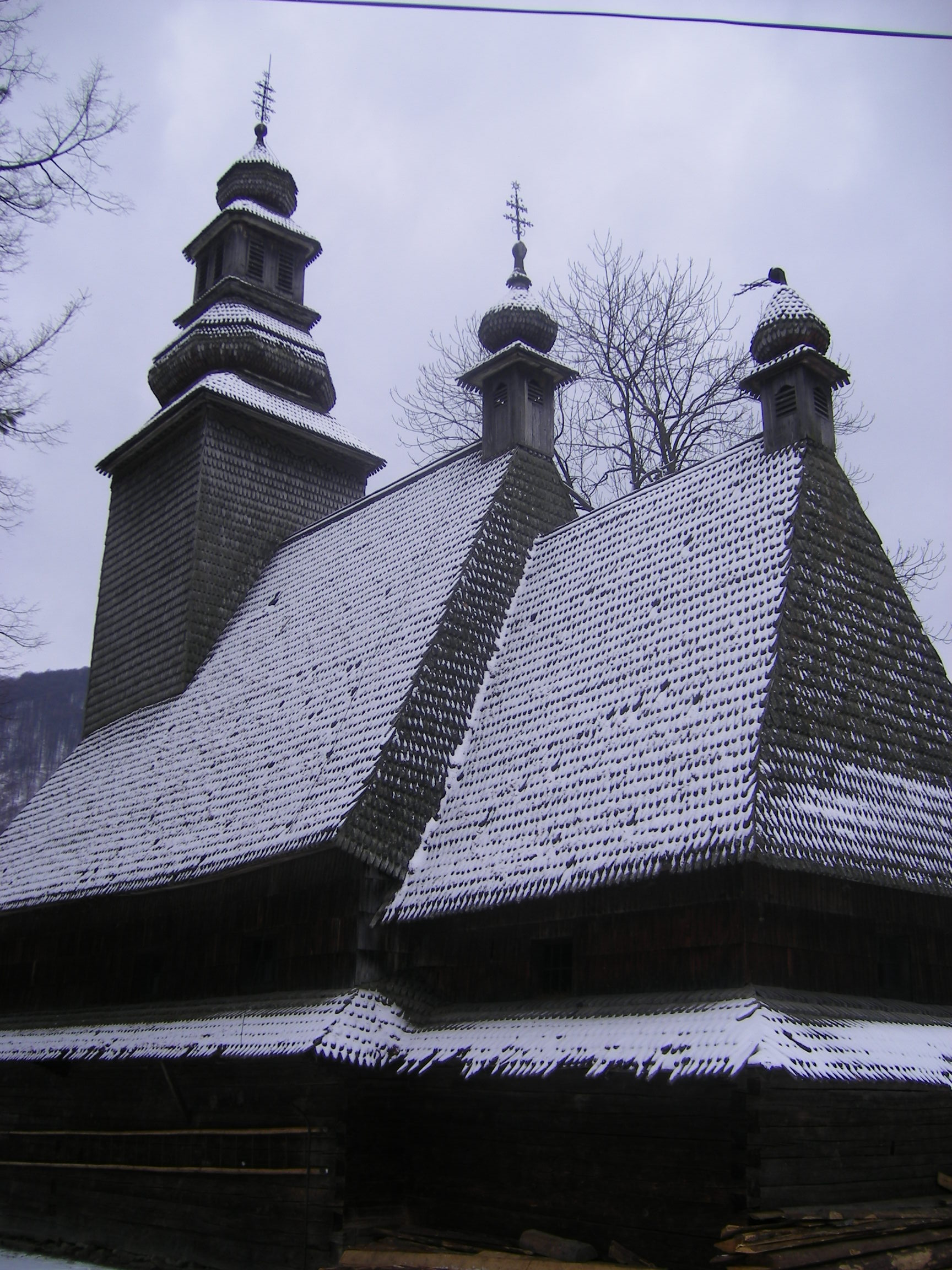
Řeckokatolický kostel sv. Ducha v Koločavě

## Koločava ve filmu
- Marijka nevěrnice (1936), Ivan Olbracht, Karel Nový, Vladislav Vančura, Bohuslav Martinů
- Nikola Šuhaj (1947), režie: Miroslav Josef Krňanský
- Ya pidu v daleki hory (1981), režie: Viktor Storoženko
- Olbracht i Koločava (2008), režie: Sergej Gubskyj
- Paměť a smíření (2009), režie: Sergej Gubskyj

## Partnerská města
- Semily, Česko (2013)[5]